# Historia de la esclavitud en Kentucky

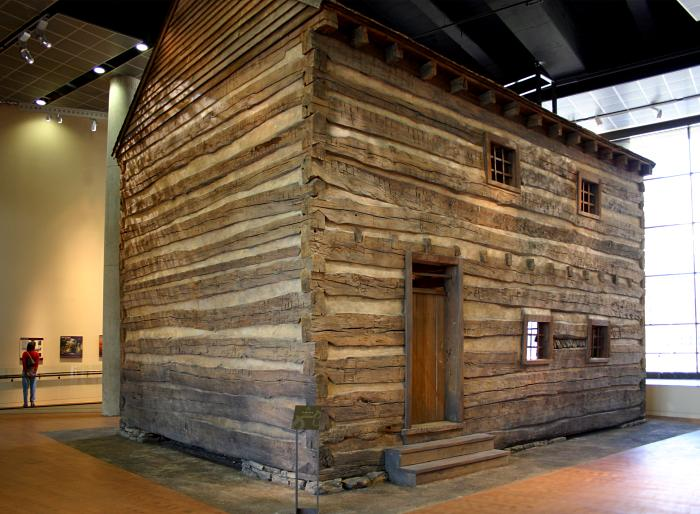
El exterior del Slave Pen, el punto focal del National Underground Railroad Freedom Center en Cincinnati, Ohio. El edificio estaba originalmente ubicado en una granja en el condado de Mason, Kentucky.

La historia de la esclavitud en Kentucky se remonta a los primeros asentamientos europeos permanentes en el estado, hasta el final de la Guerra Civil. Kentucky estaba clasificado como el Alto Sur o un estado fronterizo, y los afroamericanos esclavizados representaban el 24% en 1830, pero se redujo al 19,5% en 1860, en vísperas de la Guerra Civil. La mayoría de los esclavos de Kentucky se concentraban en las ciudades de Louisville y Lexington, en la fértil región de Bluegrass y en la Compra de Jackson, las mayores zonas productoras de cáñamo y tabaco del estado. Además, muchas personas esclavizadas vivían en los condados del río Ohio, donde se empleaban con mayor frecuencia en oficios especializados o como sirvientes domésticos. Pocas personas vivían en régimen de esclavitud en las regiones montañosas del este y sureste de Kentucky. Los que lo hacían y estaban retenidos en el este y sureste de Kentucky servían principalmente como artesanos y trabajadores de servicios en los pueblos.
Al ser un estado fronterizo situado entre los estados libres del norte y los estados esclavistas del sur, con familias agrícolas blancas independientes y de escasos recursos, así como con plantaciones como las del sur profundo, Kentucky tenía vínculos económicos con la esclavitud y el compromiso con el industrialismo de los estados libres del norte y también con el espíritu de la frontera occidental. Kentucky entró en la Unión como un estado profundamente dividido por la cuestión de la esclavitud. Los tirones conflictivos de las relaciones económicas del norte, la expansión hacia el oeste y el apoyo fundamental a la esclavitud y a las plantaciones de estilo sureño hicieron que los habitantes de Kentucky estuvieran moralmente divididos sobre la cuestión de la esclavitud antes, durante e inmediatamente después de la Guerra Civil. Aunque eran leales a la Unión durante la Guerra Civil, la mayoría de los kentuckianos blancos no veían una necesidad profunda de acabar con la esclavitud y, como la mayoría de los estadounidenses blancos, creían en la supremacía blanca.

## Visión general
Antes de 1792, Kentucky formaba la frontera más occidental de Virginia, que tenía una larga historia de esclavitud y servidumbre.
En los primeros años de la historia de Kentucky, la esclavitud era una parte integral de la economía del estado, aunque el uso de la esclavitud variaba mucho en un estado geográficamente diverso. Desde 1790 hasta 1860, la población esclava de Kentucky nunca fue superior a una cuarta parte de la población total. Después de 1830, a medida que la producción de tabaco disminuía en favor de cultivos menos intensivos en mano de obra, gran parte de la clase aristocrática sureña ("planter class") de la parte central y occidental del estado vendía africanos esclavizados a los mercados del Sur profundo, donde la demanda de mano de obra agrícola aumentaba rápidamente a medida que se expandía el cultivo del algodón. A los propietarios de esclavos les resultaba lucrativo vender a las personas que esclavizaban al sur profundo, enviando aproximadamente 80.000 africanos robados hacia el sur entre 1830 y 1860. La población esclava de Kentucky se concentraba en la región de "bluegrass" del estado, rica en tierras de cultivo y centro de la agricultura. En las zonas montañosas menos pobladas de Kentucky con agricultores independientes, la posesión de esclavos era mucho menos frecuente. En 1850, el 28% de las familias blancas de Kentucky tenían afroamericanos esclavizados. El 5% de los propietarios de esclavos tenían 100 o más esclavos. En Lexington, los esclavizados superaban en número a los esclavistas: 10.000 esclavizados eran propiedad de 1.700 propietarios de esclavos. Lexington era una ciudad central en el estado para el comercio de esclavos. El 12% de los propietarios de esclavos de Kentucky esclavizaban a 20 o más personas, 70 familias blancas esclavizaban a 50 o más personas. La esclavitud en Kentucky se caracterizaba por la fluctuación de los mercados, las necesidades estacionales y la gran variedad de condiciones geográficas.
Las personas esclavizadas fueron una parte clave del asentamiento de Kentucky en las décadas de 1750 y 1760, ya que los colonos permanentes empezaron a llegar a finales de la década de 1770, sobre todo después de la Revolución Americana, algunos trajeron esclavos para limpiar y desarrollar la tierra. Los primeros asentamientos se llamaban estaciones y se desarrollaron en torno a fuertes para protegerse de los pueblos indígenas, como los shawnee, cherokee, chickasaw y osage, con los que hubo numerosos conflictos violentos. La mayoría de los primeros colonos procedían de Virginia, y algunos recurrieron a la mano de obra esclava cuando desarrollaron plantaciones más grandes y permanentes.
Los plantadores que cultivaban cáñamo y tabaco, que eran cultivos que requerían mucha mano de obra, tenían más esclavos que los pequeños agricultores que cultivaban cosechas mixtas. La agricultura de subsistencia podía realizarse sin mano de obra esclava, aunque algunos agricultores de subsistencia tenían algunos esclavos con los que trabajaban. Algunos propietarios también utilizaban a los afroamericanos esclavizados en las operaciones mineras y manufactureras, para trabajar en las embarcaciones fluviales y en los muelles, y para trabajar en oficios especializados en las ciudades.
Las primeras granjas de Kentucky solían ser más pequeñas que los complejos de plantaciones posteriores, comunes en el Sur profundo, por lo que la mayoría de los esclavistas tenían un número reducido de esclavos. Como resultado, muchos esclavos tenían que encontrar cónyuges "en el extranjero", en una granja vecina. A menudo, los hombres afroamericanos tenían que vivir separados de sus esposas e hijos.
No era infrecuente que los esclavos fueran "alquilados", arrendados temporalmente a otros granjeros o negocios para trabajos de temporada. Esta era una práctica común en todo el alto sur. Algunos historiadores estiman que el 12% de los esclavos de Lexington y el 16% de los de Louisville eran alquilados.
Kentucky contaba con pequeñas pero notables aldeas de negros libres en todo el estado. Alrededor del 5% de la población negra de Kentucky era libre en 1860. Los negros libres se encontraban entre los propietarios de esclavos; en 1830, este grupo tenía esclavos en 29 de los condados de Kentucky. En algunos casos, la gente compraba a su cónyuge, sus hijos u otros parientes esclavizados para protegerlos hasta que pudieran liberarlos. Después de la rebelión de los esclavos de Nat Turner en 1831, la legislatura aprobó nuevas restricciones contra la manumisión, requiriendo actos de la legislatura para obtener la libertad.
Kentucky exportó más esclavos que la mayoría de los estados. Entre 1850 y 1860, el 16 por ciento de los afroamericanos esclavizados fueron vendidos fuera del estado, como parte del desplazamiento forzoso hacia el Sur profundo de un total de más de un millón de afroamericanos antes de la Guerra Civil. Muchos esclavos fueron vendidos directamente a las plantaciones del Sur Profundo desde el mercado de esclavos de Louisville, o fueron transportados por los traficantes de esclavos a lo largo de los ríos Ohio y Mississippi hasta los mercados de esclavos de Nueva Orleans, de ahí el eufemismo posterior de "vendido por el río" para cualquier tipo de traición. Kentucky tenía un excedente de esclavos debido a la reducción de las necesidades de mano de obra por los cambios en la agricultura local, así como a la considerable emigración de familias blancas de Kentucky.
A partir de la década de 1820 y durante las décadas de 1840 y 1850, muchas familias blancas emigraron al oeste, a Missouri, al sur, a Tennessee, o al suroeste, a Texas. Las familias más grandes que poseían esclavos se los llevaron consigo, como una especie de migración forzada. Estos factores se combinaron para crear una mayor inestabilidad para las familias esclavizadas en Kentucky que en otras áreas.

## Esclavos fugitivos
Debido a que Kentucky estaba separado de los estados libres sólo por el río Ohio, era relativamente fácil para una persona esclavizada de Kentucky escapar a la libertad. Entre los fugitivos notables de Kentucky estaban Henry Bibb, Lewis Clarke, Margaret Garner, Lewis Hayden y Josiah Henson. El anteriormente esclavizado James Bradley salió legalmente de Kentucky por esta ruta.
En agosto de 1848, un grupo de entre 55 y 75 esclavos armados huyeron del condado de Fayette y sus alrededores en lo que se considera uno de los mayores intentos coordinados de fuga de esclavos de la historia de Estados Unidos. Se sospecha que un hombre blanco llamado Patrick Doyle aceptó guiar a los esclavos hacia la libertad en Ohio a cambio de un pago por cada uno de ellos.  Los esclavos atravesaron Kentucky hasta llegar al condado de Bracken, donde fueron detenidos por un centenar de hombres armados con el general Lucius Desha, del condado de Harrison, a la cabeza. Como resultado del altercado, unos 40 de los esclavos fugados huyeron al bosque, mientras que el resto, incluido Patrick Doyle, fueron arrestados. Los esclavos fueron posteriormente devueltos a sus esclavizadores, mientras que Doyle fue enviado a una penitenciaría estatal durante 20 años por el Tribunal del Circuito de Fayette.

## Abolicionismo
El movimiento abolicionista se desarrolló en el estado en la década de 1790, cuando el ministro presbiteriano David Rice presionó sin éxito para incluir una prohibición de la esclavitud en cada una de las dos primeras constituciones del estado, creadas en 1792 y 1799. Los ministros bautistas David Barrow y Carter Tarrant formaron la Sociedad de Abolición de Kentucky en 1808. En 1822, comenzó a publicar una de las primeras publicaciones periódicas antiesclavistas de Estados Unidos.
La emancipación conservadora, que abogaba por liberar gradualmente a los esclavos y ayudarles a regresar a África, como proponía la Sociedad Americana de Colonización, obtuvo un apoyo considerable en el estado a partir de la década de 1820. Cassius Marcellus Clay fue un firme defensor de esta postura. Su periódico fue clausurado por una acción colectiva en 1845. El Louisville Examiner, contrario a la esclavitud, se publicó con éxito de 1847 a 1849.

## Política
En Kentucky, la esclavitud no era tan integral para la economía como se desarrolló en el Sur profundo. El carácter minifundista de gran parte de Kentucky significaba que la mano de obra esclava no era tan decisiva para los beneficios como lo era para los cultivos intensivos en mano de obra del Sur profundo, como el algodón, el azúcar y el arroz. Sin embargo, Louisville se convirtió en un importante mercado de esclavos que generaba considerables beneficios.
Las controvertidas leyes de 1815 y 1833 limitaron la importación de esclavos a Kentucky, que creó las normas más estrictas de cualquier estado esclavista. La Ley de No Importación de 1833 prohibía cualquier importación de esclavos con fines comerciales o personales. La prohibición fue ampliamente violada, especialmente en los condados cercanos a la frontera con Tennessee.
La esclavitud fue el principal problema que condujo a la tercera convención constitucional celebrada en 1849. Aunque la convención fue convocada por los defensores de la esclavitud, que esperaban enmendar la constitución para prohibir la esclavitud, subestimaron en gran medida el apoyo pro-esclavista. La convención se llenó de delegados proesclavistas, que redactaron lo que algunos historiadores consideran la constitución más proesclavista de la historia de Estados Unidos. Derogó la prohibición de introducir esclavos en el estado.
Tras la vergonzosa derrota, los abolicionistas perdieron poder político durante la década de 1850. Todavía se publicaban periódicos antiesclavistas en Louisville y Newport; pero el apoyo a la esclavitud estaba muy extendido en Louisville. Miles de hogares en Louisville esclavizaban a personas, y la ciudad tenía la mayor población esclava del estado. Además, durante años el comercio de esclavos del Alto Sur había contribuido a la prosperidad y el crecimiento de la ciudad. Hasta la década de 1850, la ciudad exportaba entre 2.500 y 4.000 esclavos al año en ventas al Sur profundo. La ciudad comercial había crecido rápidamente y contaba con 70.000 residentes en 1860.
John Gregg Fee estableció una red de escuelas, comunidades e iglesias abolicionistas en el este de Kentucky, (véase Berea College, Berea, KY) donde los esclavistas eran los menos numerosos. En la agitación que siguió a la incursión de John Brown en Harper's Ferry, Fee y sus partidarios fueron expulsados del estado por una turba de blancos en 1859.

## Guerra civil
Kentucky no abolió la esclavitud durante la Guerra Civil, como hicieron los estados fronterizos de Maryland y Missouri. Sin embargo, durante la guerra, más del 70% de los esclavos de Kentucky fueron liberados o escaparon a las líneas de la Unión. La guerra socavó la institución de la esclavitud. Los esclavizados aprendieron rápidamente que la autoridad y la protección residían en el ejército de la Unión. Cuando las líneas militares de la Unión se trasladaron a las zonas que antes estaban en manos de los confederados, los propietarios de esclavos a menudo huyeron, dejando atrás propiedades y personas esclavizadas. La mayoría de estas personas abandonadas asumieron inmediatamente la postura de los negros libres. La guerra acabó con el control que los esclavistas tenían sobre los esclavos. Para 1862, se había vuelto común que los esclavos de Kentucky pidieran un salario a cambio de su trabajo. Cuando se les negaba, solían huir de la esclavitud. Las personas esclavizadas también se alistaron en el ejército de la Unión, asegurando así los derechos de los hombres libres. Al final de la guerra, Kentucky había reclutado a 23.703 negros para el servicio federal.
La legislatura de Kentucky consideró una ratificación condicional de la Decimotercera Enmienda, para negar a los libertos y a otros negros los derechos constitucionales y exigirles que abandonaran el estado en un plazo de diez años desde su liberación. En cambio, rechazó la Enmienda. Incluso después de la conclusión de la Guerra Civil y la caída de la Confederación, los esclavistas de Kentucky siguieron creyendo que la esclavitud seguiría existiendo, y continuaron manteniendo y comerciando con personas esclavizadas durante la mayor parte de 1865. La esclavitud terminó legalmente en los Estados Unidos el 18 de diciembre de 1865, cuando la 13.ª Enmienda pasó a formar parte de la Constitución. La 13.ª Enmienda no fue ratificada en el estado hasta 1976.

## Lecturas recomendadas
- Narrativas de Esclavo del Kentucky, Escritores Federales' Proyecto, 1936–1938, Memoria americana, Biblioteca de Congreso
- Coleman, J. Winston (July 1943). «Delia Webster and Calvin Fairbank, Underground Railroad Agents». Filson Club History Quarterly 17 (3). Archivado desde el original el 2 de mayo de 2012. Consultado el 6 de diciembre de 2011.
- Coulter, E. Merton (1926). The Civil War and Readjustment in Kentucky. University of North Carolina Press. ISBN 0-8446-1131-X.
- Griffler, Keith P. (2004). Front Line of Freedom: African Americans and the Forging of the Underground Railroad in the Ohio Valley. University Press of Kentucky. ISBN 0-8131-2298-8.
- Howard, Victor B. (1983). Black Liberation in Kentucky: Emancipation and Freedom, 1862-1884. University Press of Kentucky. ISBN 0-8131-1433-0.
- Lucas, Marion B. (2003). A History of Blacks in Kentucky from Slavery to Segregation 1760-1891. University Press of Kentucky. ISBN 0-916968-32-4.
- Morris, Thomas D. (1996). Southern Slavery and the Law: 1619-1860. University of North Carolina Press. ISBN 0-8078-4817-4.
- Runyon, Randolph Paul (1996). Delia Webster and the Underground Railroad. University Press of Kentucky. ISBN 0-8131-0974-4.
- Tallant, Harold D. (2003). Evil Necessity: Slavery and Political Culture in Antebellum Kentucky. University Press of Kentucky. ISBN 0-8131-2252-X.

- Datos: Q5868837